# Cephalophorus nigrifrons
Il cefalofo dalla fronte nera (Cephalophorus nigrifrons (Gray, 1871)) è un piccolo cefalofo originario dell'Africa centrale e centro-occidentale.

## Tassonomia
Attualmente, gli studiosi riconoscono quattro sottospecie di cefalofo dalla fronte nera:
- C. n. nigrifrons Gray, 1871 (Nigeria, Camerun, Guinea Equatoriale, Gabon, Repubblica del Congo, Repubblica Democratica del Congo e Angola);
- C. n. fosteri St. Leger, 1934 (Monte Elgon, Kenya, tra 2.400 e 3.400 m di quota);
- C. n. hooki St. Leger, 1934 (versante sud-orientale del Monte Kenya, tra 2500 e 3000 m di quota);
- C. n. hypoxanthus Grubb e Groves, 2002 (Monti Itombwe, a ovest dell'estremità settentrionale del Lago Tanganica).

Due ulteriori sottospecie, il cefalofo del Kivu (C. n. kivuensis) e quello del Ruwenzori (C. n. rubidus), vengono attualmente considerate specie a parte.

## Descrizione
Il cefalofo dalla fronte nera è un'antilope attiva e resistente, chiamata così per la larga striscia nera che corre dal naso alla fronte, la quale distingue questa specie da tutti gli altri cefalofi dell'Africa. Misura 80–170 cm di lunghezza, ha una coda di 7,5–15 cm e pesa 14–18 kg. Il suo manto lucente è costituito da peli di colore rosso, castano o marrone-rossastro scuro, che divengono più sottili e più scuri, quasi neri, sulle lunghe zampe. La breve coda è nera con la punta bianca, e gli zoccoli, straordinariamente lunghi e sottili, permettono all'animale di muoversi con facilità sui terreni paludosi in cui si spinge di frequente. Sia il maschio che la femmina possiedono brevi corna appuntite, di 4–12 cm di lunghezza, impiegate nei combattimenti tra conspecifici e per difendersi dai predatori. La sottospecie C. n. rubidus (il cefalofo dalla fronte nera del Ruwenzori), considerato da alcuni una specie a parte, differisce dalle altre per avere il ventre bianco e un mantello più folto.

## Distribuzione e habitat
Il cefalofo dalla fronte nera vive nell'Africa centrale, dal Camerun meridionale fino a Kenya occidentale e Angola settentrionale. Il cefalofo dalla fronte nera del Ruwenzori si incontra solamente sulla Catena del Ruwenzori, un gruppo montuoso situato al confine tra Uganda e Repubblica Democratica del Congo.
Questa piccola antilope abita nelle foreste di montagna, di pianura e in quelle paludose, dal livello del mare fino a 3.500 m di quota, e viene spesso avvistata in aree palustri o nei pressi di fiumi e torrenti.

## Biologia
I cefalofi sono animali timidi che si spostano da soli o in coppia. Come i loro simili, le coppie di cefalofi dalla fronte nera occupano un territorio marcato con le secrezioni odorose prodotte dalle ghiandole poste sulla faccia. Attivo sia di giorno che di notte, il cefalofo segue sempre percorsi regolari che si snodano dal rifugio in cui riposa alla zona di foraggiamento, dove consuma una vasta gamma di frutti e piante succulente. Le informazioni riguardo al ciclo vitale di questa specie sono carenti, ma un esemplare in cattività è vissuto quasi 20 anni.

## Conservazione
Come gli altri cefalofi, anche quello dalla fronte nera ha dovuto subire gli effetti della caccia e della distruzione dell'habitat. Dal momento che in alcune parti dell'Africa centrale la popolazione umana è in rapida espansione, la caccia data a questo animale si sta facendo più incessante e le zone di habitat disponibile stanno diminuendo sempre più, a causa dell'avanzata degli insediamenti umani e delle aree coltivate.